# She Xiang
She Xiang (奢香), född 1361, död 1396, var en kinesisk ämbetshavare. 
Hon var gift med An Aucui, som i egenskap av lokal ledare utnämndes till guvernör eller hövding (tusi) för Yi-folket i Guizhou, som via tributstystem styrde regionens ursprungsfolk åt Mingdynastin. 
Vid makens död 1381 var sonen An Di för ung att överta faderns ämbete så She Xiang utnämndes i stället till guvernör för 41 "aboriginbyråer" för kejsardynastin. Hon låg i konflikt med den lokale militärbefälhavaren Ma Ye, och vid konferensen hos kejsaren 1384 anklagade hon framgångsrikt Ma Ye för att försöka provocera fram strid mellan Yi och Hankineserna. Hon var en respekterad ämbetshavare, säkrade fred mellan Han och Yi, byggde vägar och broar, och hedrades med en statsbegravning vid sin död. 